# Technische Anleitung zum Schutz gegen Lärm
Die Technische Anleitung zum Schutz gegen Lärm, kurz TA Lärm, ist eine Allgemeine Verwaltungsvorschrift in der Bundesrepublik Deutschland, die dem Schutz der Allgemeinheit und der Nachbarschaft vor schädlichen Umwelteinwirkungen durch Geräusche dient. Bedeutung hat die TA Lärm für Genehmigungsverfahren von Gewerbe- und Industrieanlagen sowie zur nachträglichen Anordnung bei bereits bestehenden genehmigungsbedürftigen Anlagen. Sie ist nicht anzuwenden bei Straßenverkehrslärm, Schienenverkehrslärm, Fluglärm oder Sportlärm, nicht genehmigungsbedürftigen landwirtschaftlichen Anlagen, Tagebauen, Seehafenumschlagsanlagen, Anlagen für soziale Zwecke und Baustellen.

## Rechtliches
Die TA Lärm wurde als sechste allgemeine Verwaltungsvorschrift zum Bundes-Immissionsschutzgesetz (BImSchG) erlassen und hat ihre rechtliche Grundlage im § 48 BImSchG.
Die nach Landesrecht zuständige Behörde kann anordnen, dass der Betreiber einer genehmigungsbedürftigen, oder einer nicht genehmigungsbedürftigen Anlage soweit § 22 BImSchG Anwendung findet, Art und Ausmaß der von der Anlage ausgehenden Emissionen sowie die Immissionen im Einwirkungsbereich der Anlage durch eine nach Landesrecht bekannt gegebene Stelle oder durch einen Sachverständigen ermitteln lässt, wenn zu befürchten ist, dass durch die Anlage schädliche Umwelteinwirkungen hervorgerufen werden (§ 26 BImSchG). Die bekannt gegebenen Stellen und Sachverständigen können in ganz Deutschland tätig werden.(§ 29b BImSchG)

## Maßgeblicher Immissionsort
Der maßgebliche Ort der Immission ist die Messstelle, an welcher der von einer Anlage verursachte Lärm beurteilt wird. Dieses kann z. B. das einem Gewerbebetrieb nächstgelegene Wohnhaus sein und dort kann dann das vom Lärm am stärksten betroffene Wohnraumfenster maßgebend sein. Der Einwirkungsbereich einer Anlage ist dabei der Bereich, in dem der Beurteilungspegel weniger als 10 dB unter dem geltenden Immissionsrichtwert (s. u.) liegt.
Der maßgebliche Immissionsort liegt:
1. bei bebauten Flächen 0,5 m außerhalb vor der Mitte des geöffneten Fensters des vom Geräusch am stärksten betroffenen schutzbedürftigen Raumes (z. B. Schlafzimmerfenster);
2. bei unbebauten Flächen oder bebauten Flächen, die keine Gebäude mit schutzbedürftigen Räumen enthalten, an dem am stärksten betroffenen Rand der Fläche, wo nach dem Bau- und Planungsrecht Gebäude mit schutzbedürftigen Räumen erstellt werden dürfen;
3. bei mit der zu beurteilenden Anlage baulich verbundenen schutzbedürftigen Räumen, bei Körperschallübertragung sowie bei der Einwirkung tieffrequenter Geräusche in dem am stärksten betroffenen schutzbedürftigen Raum.

Die Messungen der Lärmbelastung (bei bebauten Flächen) vor dem geöffneten Fenster hat in Genehmigungsverfahren zur Folge, dass sogenannte passive Lärmschutzmaßnahmen (z. B. Schallschutzfenster am maßgeblichen Immissionsort) als Lärmminderungsmaßnahme bei Gewerbelärm nicht zulässig sind. Ein Gewerbebetrieb kann also sein Lärmproblem nicht dadurch lösen, dass er dem nächstgelegenen Anwohner neue Fenster bezahlt. Diese Möglichkeit zum passiven Schallschutz besteht hingegen, wenn der Nachbar eines lauten Gewerbebetriebes ein Fenster dauerhaft verschließen lässt – beispielsweise weil der Gewerbebetrieb dem Nachbarn die technische Wohnraumbelüftung und ggf. -klimatisierung bezahlt – und damit ein maßgeblicher Immissionsort entfällt.

## Immissionsrichtwerte
Die jeweils einzuhaltenden Immissionsrichtwerte (IRW) sind nach dem Schutzanspruch der Nachbarschaft gestaffelt. Der Schutzanspruch eines Immissionsortes ergibt sich z. B. durch Ausweisungen in einem Bebauungsplan oder Flächennutzungsplan.
Die Immissionsrichtwerte für den Beurteilungspegel betragen für Immissionsorte außerhalb von Gebäuden:
| Ziffer TA Lärm | Ausweisung                               | Immissionsrichtwert tags (6:00 bis 22:00 Uhr) | Immissionsrichtwert nachts (22:00 bis 6:00 Uhr) |
| -------------- | ---------------------------------------- | --------------------------------------------- | ----------------------------------------------- |
| 6.1 a          | Industriegebiet                          | 70 dB(A)                                      | 70 dB(A)                                        |
| 6.1 b          | Gewerbegebiet                            | 65 dB(A)                                      | 50 dB(A)                                        |
| 6.1 c          | Urbanes Gebiet                           | 63 dB(A)                                      | 45 dB(A)                                        |
| 6.1 d          | Kern-, Dorf- und Mischgebiet             | 60 dB(A)                                      | 45 dB(A)                                        |
| 6.1 e          | Allgemeines Wohngebiet                   | 55 dB(A)                                      | 40 dB(A)                                        |
| 6.1 f          | Reines Wohngebiet                        | 50 dB(A)                                      | 35 dB(A)                                        |
| 6.1 g          | Kurgebiet, Krankenhaus und Pflegeanstalt | 45 dB(A)                                      | 35 dB(A)                                        |

Einzelne kurzzeitige Geräuschspitzen dürfen die Immissionsrichtwerte am Tage um nicht mehr als 30 dB und in der Nacht um nicht mehr als 20 dB überschreiten. In Gemengelagen kann der für die zum Wohnen dienenden Gebiete geltende Immissionsrichtwert auf einen geeigneten Zwischenwert der für die aneinandergrenzenden Gebietskategorien geltenden Werte erhöht werden.
Bei Geräuschübertragungen innerhalb von Gebäuden (wenn die zu beurteilende Anlage und der maßgebliche Immissionsort baulich verbunden sind) betragen die Immissionsrichtwerte für den Beurteilungspegel für betriebsfremde schutzbedürftige Räume unabhängig von der Gebietseinstufung des Gebäudes:
- tags 35 dB(A)
- nachts 25 dB(A)

Einzelne kurzzeitige Geräuschspitzen dürfen diese Immissionsrichtwerte (Geräuschübertragungen innerhalb von Gebäuden) um nicht mehr als 10 dB(A) überschreiten.
Zu beachten ist, dass die genannten Richtwerte immissionsortbezogen und nicht anlagenbezogen gelten, d. h., der jeweilige Immissionsrichtwert muss an einem Immissionsort (z. B. Wohnhaus) durch die Gesamtheit aller einwirkenden Anlagen eingehalten werden. Gegebenenfalls müssen daher für mehrere, auf einen Immissionsort einwirkende Anlagen Lärmkontingente vergeben werden.
Dies bedeutet auch, dass im Falle einer Neuplanung einer Anlage mit einer relevanten Immissionszusatzbelastung IZ (IZ > IRW - 6 dB(A)) eine Ermittlung der Immissionsvorbelastung (IV) der maßgeblichen Immissionsorte durch Geräuschimmissionen bereits bestehender Anlagen erforderlich ist. Nur so kann das für die neu geplante Anlage noch verfügbare Lärmkontingent korrekt ermittelt werden. In der Praxis wird diese Vorbelastung aufgrund des erforderlichen Aufwandes teilweise nur an potentiell konfliktträchtigen Standorten durchgeführt.
Unter Punkt 3.2.1 sieht die TA Lärm vor, dass eine neu geplante Anlage auch dann genehmigungsfähig ist, wenn die Immissionsrichtwerte an einem Immissionsort bereits überschritten sind, und zwar dann, wenn der zusätzliche Lärmbeitrag der neu geplanten Anlage nicht relevant für die Gesamtbelastung ist. Dies ist nach TA Lärm in der Regel der Fall, wenn der Lärmbeitrag der neu geplanten Anlage die o. g. Immissionsrichtwerte um mindestens 6 dB(A) unterschreitet.
In der Praxis wird bei neu zu genehmigenden Anlagen diese Unterschreitung um 6 dB(A) von Behörden häufig gefordert, wenn ein Immissionsort eindeutig vorbelastet ist, die Höhe dieser Vorbelastung jedoch unbekannt ist und eine exakte Bestimmung der Vorbelastung (z. B. durch Messungen) zu aufwändig wäre oder nicht möglich ist (z. B. aufgrund ständig vorherrschender Fremdgeräusche durch Straßenverkehr). Bei Vorgaben aus Bebauungsplänen zu immissionswirksamen flächenbezogenen Schallleistungspegeln (IFSP) wird eine planerisch mögliche Vorbelastung ermittelt, die im Einzelfall die tatsächliche Vorbelastung erheblich überschreiten kann.

## Seltene Ereignisse
Die TA Lärm sieht unter Abschnitt 7.2 Bestimmungen für sogenannte „Seltene Ereignisse“ vor, das sind voraussehbare Besonderheiten beim Betrieb einer Anlage, bei denen es trotz Einhaltung des Standes der Technik nicht möglich ist, die Immissionsrichtwerte einzuhalten. Die Überschreitung der Immissionsrichtwerte darf jedoch an nicht mehr als 10 Tagen oder Nächten eines Kalenderjahres und an nicht mehr als 2 aufeinanderfolgenden Wochenenden auftreten.
Für seltene Ereignisse gelten als Immissionsrichtwerte in den unter 6.1 b bis 6.1 g genannten Gebieten
- tags 70 dB(A)
- nachts 55 dB(A).

Diese Immissionsrichtwerte dürfen durch einzelne, kurze Geräuschspitzen
- in Gewerbegebieten um maximal 25 dB (tags) bzw. 15 dB (nachts)
- in den o. g. Gebieten 6.1 c bis 6.1 g um maximal 20 dB (tags) bzw. 10 dB (nachts)

überschritten werden.

## Beurteilungspegel
Ermittelt und mit den Immissionsrichtwerten verglichen wird der sogenannte Beurteilungspegel ({\displaystyle L_{r}}). Dieser ist nicht identisch mit dem mittels eines Schallpegelmessers ermittelten Schalldruckpegel. Der Beurteilungspegel wird in Anlehnung an DIN 45645–1 unter Einbeziehung folgender Korrektur-Terme gebildet [TA Lärm, Anhang 2]:
- Wirksame Laufzeit der Anlage innerhalb des Beurteilungszeitraumes
- meteorologische Korrektur
- Zuschlag für Informationshaltigkeit des Anlagengeräusches
- Zuschlag für Tonhaltigkeit des Anlagengeräusches
- Zuschlag für Impulshaltigkeit
- Zuschlag für Tageszeiten mit erhöhter Empfindlichkeit („Ruhezeitenzuschlag“, siehe folgender Abschnitt)

## Beurteilungszeiträume
Die TA Lärm sieht folgende Beurteilungszeiträume vor:
- „tags“ (6:00 bis 22:00 Uhr)
- „nachts“ (22:00 bis 6:00 Uhr)

Für folgende Zeiten ist in Gebieten nach Buchstaben 6.1 e bis 6.1 g (abweichend vom Gesetzestext der TA Lärm, da redaktionelle Fehler durch ein Schreiben des BMUB geändert wurden) bei der Ermittlung des Beurteilungspegels die erhöhte Störwirkung von Geräuschen durch einen Zuschlag von 6 dB (sog. „Ruhezeitenzuschlag“) zu berücksichtigen:
1. an Werktagen 06:00–07:00 Uhr, 20:00–22:00 Uhr
2. an Sonn- und Feiertagen 06:00–09:00 Uhr, 13:00–15:00 Uhr, 20:00–22:00 Uhr.

Im Beurteilungszeitraum „tags“ wird ein Beurteilungspegel über 16 Stunden gebildet. Dieses bedeutet, dass über 16 Stunden gemittelt wird, auch wenn die zu beurteilende Anlage weniger als 16 Stunden Lärm erzeugt.
Im Beurteilungszeitraum „nachts“ wird dagegen nur die volle Stunde mit dem höchsten Beurteilungspegel, die so genannte „lauteste Stunde“ betrachtet. Es wird also nur über eine Stunde gemittelt.
Die Nachtzeit kann bis zu einer Stunde hinausgeschoben oder vorverlegt werden, soweit dieses wegen der besonderen örtlichen oder wegen zwingender betrieblicher Verhältnisse erforderlich ist.

## Messabschlag
Die Lärmbelastung wird anhand des gemessenen Lärmbeurteilungspegels bestimmt. Allerdings werden bei (behördlich angeordneten) Überwachungsmessungen von diesem Lärmbeurteilungspegel 3 dB (von der zuständigen Behörde) abgezogen („Messabschlag“). Der Messabschlag geht auf die TA Lärm von 1968 zurück und sollte ein Ausgleich für die Messunsicherheit sein. Bei der letzten Novellierung der TA Lärm 1998 wurde dieser Wert unverändert übernommen.

## Belege
1. ↑   BVerwG, Beschluss vom 12. September 2007 - 7 B 24.07
2. ↑  Korrektur redaktioneller Fehler beim Vollzug der Technischen Anleitung zum Schutz gegen Lärm (TA Lärm Bekanntmachung BMUB vom 7. Juli 2017, Aktenzeichen: IG I 7 – 501-1/2)